# Neeraj Chopra
Neeraj Chopra (n. 24 decembrie 1997, Panipat district⁠(d), Haryana, India) este un aruncător de suliță ce a reprezentat India, medaliat olimpic. A participat la două ediții ale Jocurilor Olimpice (2020, 2024) în care a câștigat o medalie de aur și o medalie de argint. În 2023 a devenit campion mondial.

## Palmares
| An   | Competiție                              | Locație                | Loc | Note    |
| ---- | --------------------------------------- | ---------------------- | --- | ------- |
| 2013 | Campionatul Mondial de Juniori (sub 18) | Donețk, Ucraina        | 19  | 66,75 m |
| 2015 | Campionatul Asiei                       | Wuhan, China           | 9   | 70,50 m |
| 2016 | Campionatul Asiei de Juniori            | Ho Și Min, Vietnam     | 2   | 77,60 m |
| 2016 | Campionatul Mondial de Juniori          | Bydgoszcz, Polonia     | 1   | 86,48 m |
| 2017 | Campionatul Asiei                       | Bhubaneswar, India     | 1   | 85,23 m |
| 2017 | Campionatul Mondial                     | Londra, Marea Britanie | 15  | 82,26 m |
| 2018 | Jocurile Asiatice                       | Jakarta, Indonezia     | 1   | 88,06 m |
| 2018 | Cupa Continentală                       | Ostrava, Cehia         | 6   | 80,24 m |
| 2021 | Jocurile Olimpice                       | Tokio, Japonia         | 1   | 87,58 m |
| 2022 | Campionatul Mondial                     | Eugene, Statele Unite  | 2   | 88,13 m |
| 2023 | Campionatul Mondial                     | Budapesta, Ungaria     | 1   | 88,17 m |
| 2023 | Jocurile Asiatice                       | Hangzhou, China        | 1   | 88,88 m |
| 2024 | Jocurile Olimpice                       | Paris, Franța          | 2   | 89,45 m |